# Conus crocatus magister
Conus crocatus magister is een ondersoort van de zeeslakkensoort Conus crocatus, uit het geslacht Conus. De slak behoort tot de familie Conidae. Conus crocatus magister werd in 1810 beschreven door Jean-Baptiste de Lamarck. Net zoals alle soorten binnen het geslacht Conus zijn deze slakken roofzuchtig en giftig. Zij bezitten een harpoenachtige structuur waarmee ze hun prooi kunnen steken en verlammen.